# Holbeach Clough
Holbeach Clough – osada w Anglii, w hrabstwie Lincolnshire. Leży 17,3 km od miasta Boston, 57,5 km od Lincoln i 145,7 km od Londynu. W 2016 miejscowość liczyła 892 mieszkańców.